# Кртица (род)
{{automatic taxobox
| name = Кртица
| fossil_range = 
| image = Talpa europaea MHNT.jpg
| image_width = 250п
| image_caption = Европска кртица (Talpa europaea)
| taxon = Talpa
| authority = Linnaeus, 1758
| subdivision_ranks = Врсте
| subdivision =
- -{Talpa altaica
- Talpa caeca
- Talpa caucasica
- Talpa europaea
- Talpa davidiana
- Talpa levantis
- Talpa occidentalis
- Talpa romana
- Talpa stankovici}-

}}
Кртица (лат. Talpa) је род кртица из породице Talpidae. Врсте из овога рода примарно живе у Европи и западној Азији. Talpa europaea је најраспрострањенија врста из овога рода, а постоји и неколико врста са веома малим ареалом распрострањености. Врста Talpa davidiana спада у крајње угрожене таксоне, према Црвеној листи IUCN–а
Врсте овога рода се хране црвима, инсектима и другим бескичмењацима који се могу наћи у земљишту.